# Johanne Deschamps
Pour les articles homonymes, voir Deschamps.
Johanne Deschamps (née le 2 avril 1959) est une femme politique québécoise. Elle a été députée à la Chambre des communes du Canada de 2004 à 2011, représentant de la circonscription québécoise de Laurentides—Labelle sous la bannière du Bloc québécois.

## Biographie

### Vie privée et cursus
Elle était la compagne de Michel Guimond, député bloquiste de Montmorency—Charlevoix—Haute-Côte-Nord de 1993 à 2011.

### Engagement politique
Son premier mandat est celui de conseillère municipale de Val-Barrette, de 1994 à 2004. En 1998, elle devient également commissaire de la Commission scolaire Pierre-Neveu, poste qu'elle occupe jusqu'en 2004. 
Elle avait tente le saut en politique fédérale en 2000. Candidate du Bloc québécois dans Pontiac—Gatineau—Labelle, elle est défaite par 45.39 % des voix contre 32,08 % par Robert Bertrand, député libéral sortant. 
Elle tente de nouveau sa chance en 2004, dans la circonscription rebaptisée Laurentides—Labelle et réussit à s'y faire élire. Réélue en 2006 et en 2008, elle fut défait par le néo-démocrate Marc-André Morin en 2011.